# José Luis Arilla

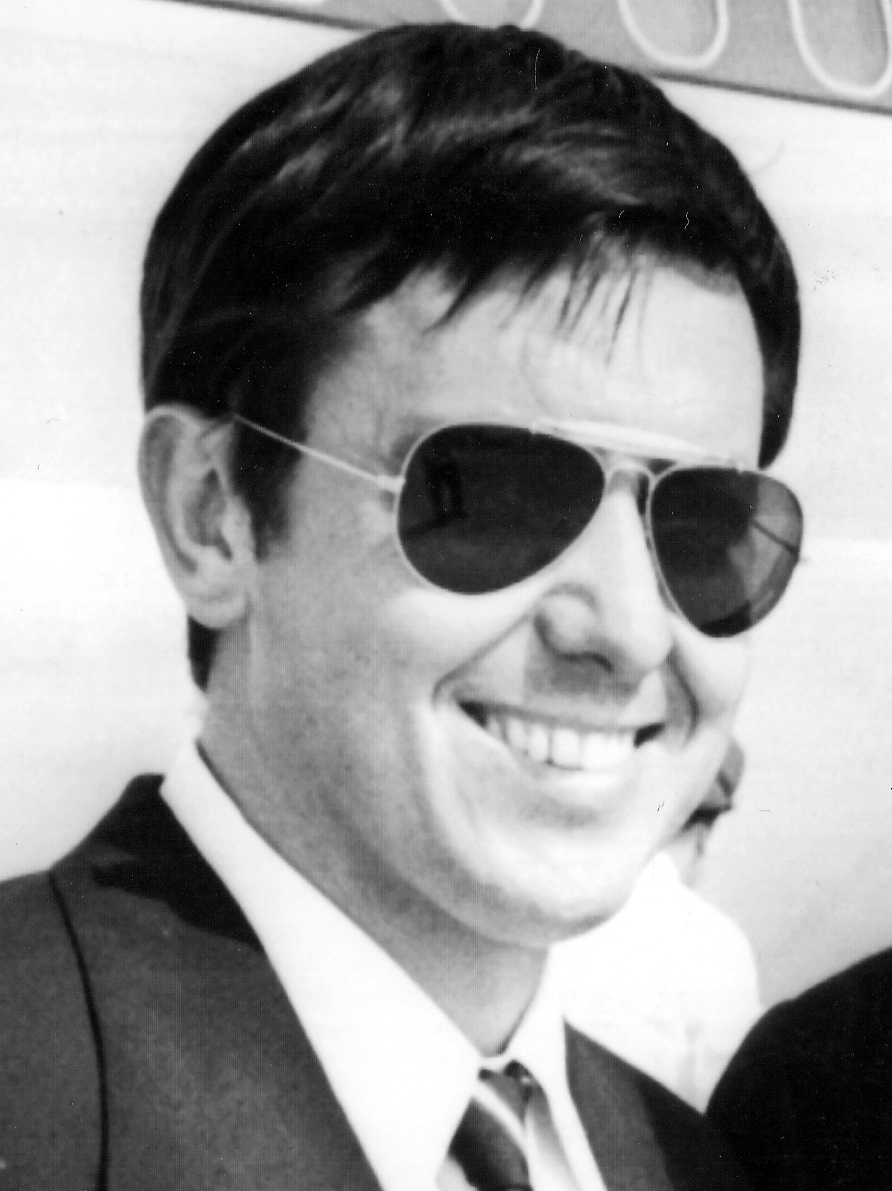
José Luis Arilla en 1965.

José Luis Arilla López (Barcelona, 5 de marzo de 1941-) es un tenista profesional español.

## Biografía
Hermano pequeño del también tenista Alberto Arilla, solía ser el compañero de Manuel Santana en partidos de la Copa Davis, aunque también jugó con su hermano Alberto, llegando a estar en la final contra Australia en 1965. Él solo ganó la Orange Bowl (tenis) para juniors de hasta dieciocho años en 1959. Gran doblista, consiguió cinco campeonatos de España de dobles con Andrés Gimeno (1959), Manolo Santana (1962), Alberto Arilla (1963), José María Gisbert (el hermano de Juan Gisbert, en 1966) y Manuel Orantes (1967). También fue campeón de dobles mixtos con Alicia Guri (1959) y María del Carmen Hernández Coronado (1968). Fue finalista de Roland Garros en 1961 y del trofeo Conde de Godó en 1960, 1963 y 1965. Participó en treinta eliminatorias de Copa Davis, incluidas las finales de los años 1965 y 1967. Fue comentarista para TVE.